# Björn Ferry
Björn Ferry (* 1. srpna 1978 Stensele) je bývalý švédský biatlonista.

## Kariéra
Ve světovém poháru se objevil poprvé v roce 2001. Od té doby se ve světovém poháru dočkal šesti vítězství, třikrát zvítězil ve stíhacím závodě, dvakrát ve sprintu a jednou ve štafetovém závodě.
Je mistrem světa ze závodu smíšených štafet z mistrovství světa 2007 v Anterselvě. Získal také stříbrnou medaili na světovém šampionátu v Ruhpoldingu v roce 2012 ve stíhacím závodě a má také bronz ze závodu smíšených štafet z mistrovství světa 2010.
Největší úspěch mu pak přinesla zimní olympiáda 2010 ve Vancouveru, kde ovládl stíhací závod na 12 a půl kilometru.
Dne 6. března, po zisku prvenství ve sprintu ve světovém poháru v Pokljuce oznámil na tiskové konferenci, že po sezóně 2013/14 ukončí kariéru. Jeho posledním závodem ve sportovní kariéře byl závod s hromadným startem na patnáct kilometrů v norském lyžařském středisku Holmenkollenu, kde obsadil konečné 23. místo.

## Rodina
Jeho manželkou je úspěšná švédská armwrestlerka Heidi Anderssonová.